# Golden Trailer Awards
Golden Trailer Awards (Premiile Rulota de Aur) sunt premii cinematografice americane, care se acordă anual pentru clipuri publicitare pentru filme noi, cu durata maximă de 4 minute și 30 de secunde.
Acestea au fost acordate pentru prima oară în anul 1999, din anul 2001 se acordă în Los Angeles, el este acordat după anumite criterii stabilite de o comisie (juriu), lista filmelor premiate se pot vedea și pe internet.
Forma de rulotă a trofeului se bazează pe un joc de cuvinte în limba engleză, unde cuvântul „trailer” înseamnă atât „rulotă” cât și „clip publicitar pentru filme noi”.
Se acordă premii în mai multe categorii (cca. 108): în domeniul de marketing al filmului și al jocurilor video, inclusiv afișe, reclame de televiziune și alte produse mass-media.